# Scutellidium plumosum
Scutellidium plumosum is een eenoogkreeftjessoort uit de familie van de Tisbidae. De wetenschappelijke naam van de soort is voor het eerst geldig gepubliceerd in 1899 door Brady.